# Vitello (film)
|  | Denne artikel er oprettet af botten Steenthbot ud fra en ekstern database. Den kan derfor have sproglige fejl eller mangler. Denne skabelon kan fjernes efter kontrol af indholdet. |

Vitello er en dansk børnefilm fra 2018 instrueret af Dorte Bengtson og efter manuskript af Kim Fupz Aakeson.

## Handling
Syv-årige Vitello er sjov, fræk og fuld af virkelig gode idéer – og såmænd også en del knap så gode idéer. Han bor i et rækkehus ved ringvejen alene med sin kontante og kærlige mor, som elsker popsange, hvidvin og spaghetti med riveost.
Vitello er ikke typen der lader stå til eller finder sig i kedsomhed. Der er vennerne, der er centeret, der er drømme og ting der skal prøves og undersøges – livet er faktisk helt okay! Et enkelt savn skygger dog på Vitello. Han kender ikke sin far, og Mor er ikke nogen stor hjælp i den sammenhæng. Han går derfor på jagt efter en far…